# Peirescius (Mondkrater)
Peirescius ist ein Einschlagkrater am südöstlichen Rand der Mondvorderseite, südwestlich des Kraters Oken und südöstlich von Vega.
Der Kraterrand ist erodiert, das Innere weitgehend eben.
| Buchstabe | Position           | Durchmesser | Link |
| --------- | ------------------ | ----------- | ---- |
| A         | 45,25° S, 71,18° O | 14 km       |      |
| B         | 45,68° S, 70,42° O | 19 km       |      |
| C         | 46,5° S, 71,67° O  | 44 km       |      |
| D         | 48,19° S, 72,09° O | 43 km       |      |
| G         | 48,12° S, 67,76° O | 28 km       |      |
| H         | 45,41° S, 73,07° O | 9 km        |      |
| J         | 45,1° S, 66,72° O  | 18 km       |      |

Der Krater wurde 1935 von der IAU nach dem französischen Astronomen Nicolas-Claude Fabri de Peiresc offiziell benannt.